# Schoenomyza dorsalis
Schoenomyza dorsalis är en tvåvingeart som beskrevs av Friedrich Hermann Loew 1872. Schoenomyza dorsalis ingår i släktet Schoenomyza och familjen husflugor. Inga underarter finns listade i Catalogue of Life.